# Cyanoneuron pubescens
Cyanoneuron pubescens är en måreväxtart som först beskrevs av Theodoric Valeton, och fick sitt nu gällande namn av Christian Tange. Cyanoneuron pubescens ingår i släktet Cyanoneuron och familjen måreväxter. Inga underarter finns listade i Catalogue of Life.